# Mauro Olivi
Mauro Olivi (Bologna, 9 luglio 1937) è un politico italiano.
È stato deputato alla Camera per tre legislature, dal 1976 al 1987.

## Biografia
Dopo essere stato segretario della federazione bolognese del Partito Comunista Italiano dal 21 settembre 1973 al 2 luglio 1976, fu eletto per la prima volta alla Camera dei Deputati alle elezioni politiche del 1976 nella circoscrizione di Bologna-Ferrara-Ravenna-Forlì e successivamente riconfermato alle elezioni del 1979 e a quelle del 1983.
Nel 2011 ha pubblicato per le Edizioni Pendragon il volume autobiografico Il comunista che mangiava le farfalle.

Mauro Olivi con Enrico Berlinguer